# Katrin Borchert
Katrin Borchert (* 4. November 1969 in Waren (Müritz)) ist eine ehemalige deutsch-australische Kanutin, die für Deutschland und Australien bei internationalen Meisterschaften an den Start ging.
Katrin Borchert, die beim SC Neubrandenburg trainierte, war bereits bei den Olympischen Sommerspielen 1988 in Seoul Mitglied des DDR-Teams, wurde aber nicht bei den Wettkämpfen eingesetzt. Ein Jahr später konnte sie bei den Weltmeisterschaften in Abwesenheit von Birgit Schmidt drei Mal Gold gewinnen. 1990 wechselte sie noch vor der deutschen Wiedervereinigung zur KG Essen und trat bei den Weltmeisterschaften für die Bundesrepublik an und gewann eine Gold- und eine Bronzemedaille. Im folgenden Jahr konnte sie zweimal Weltmeisterin im Einer-Kajak und im Vierer-Kajak werden.
Nach einigen Streitigkeiten mit Birgit Schmidt und der gegen sie verlorenen Olympiaqualifikation im Einer und Zweier konnte sie bei den Olympischen Spielen von Barcelona 1992 nur im Vierer teilnehmen und gewann zusammen mit Birgit Schmidt, Anke von Seck und Ramona Portwich die Silbermedaille.
Dafür wurde sie am 23. Juni 1993 mit dem Silbernen Lorbeerblatt ausgezeichnet.
Als sie 1993 nicht für die Weltmeisterschaften nominiert wurde, trat sie zurück und wanderte ein Jahr später nach Australien aus. Dort begann sie wieder mit dem Kanurennsport und gewann bei den Spielen in Atlanta 1996 Bronze im Zweier und vier Jahre später in Sydney ebenfalls Bronze im Einer für Australien. 2003 versuchte sie zwischenzeitlich eine Rückkehr nach Deutschland, eine WM-Teilnahme scheiterte jedoch an einer zu spät erteilten Freigabe durch den Australischen Kanuverband.